# شانكها

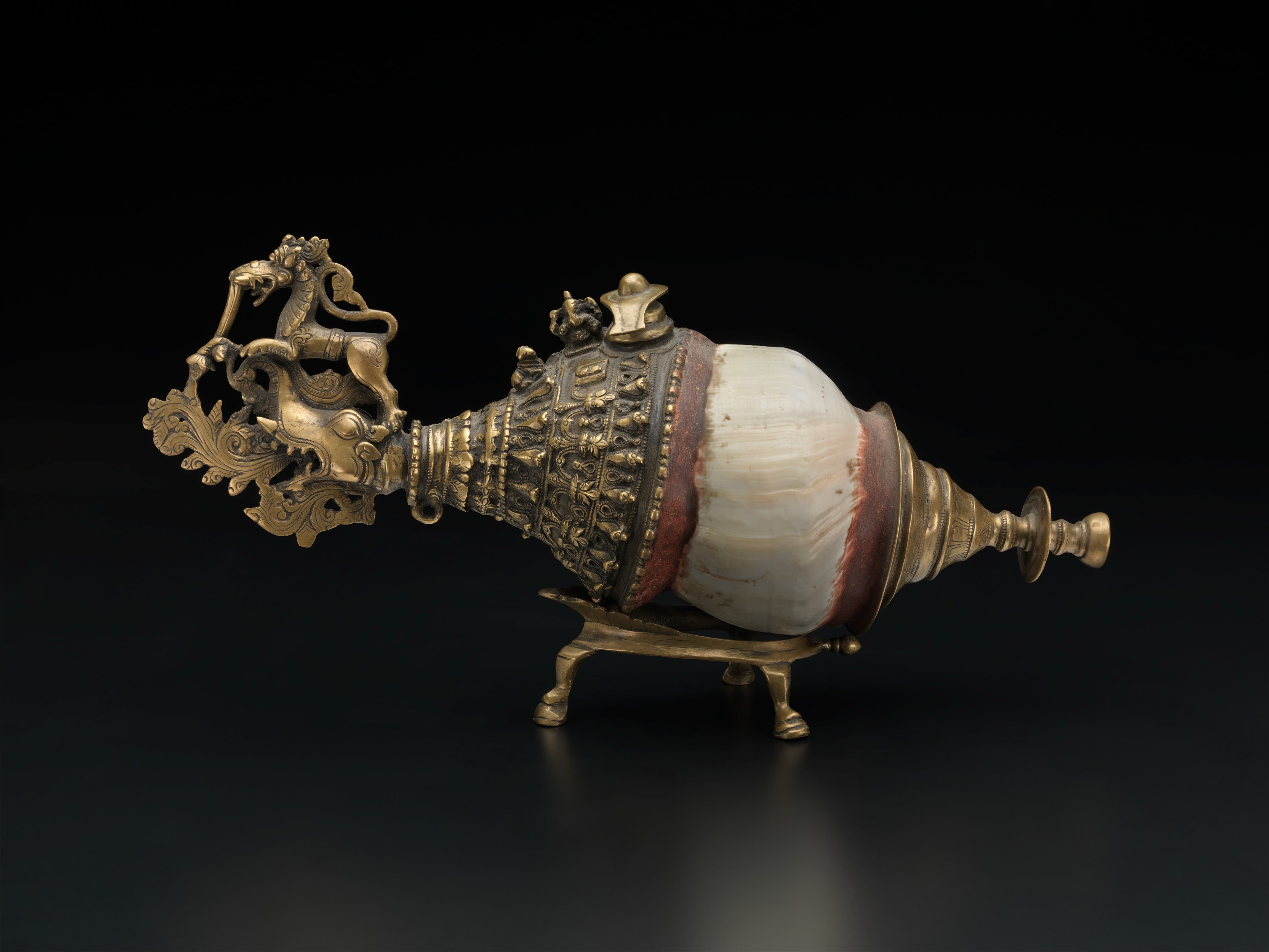
شانخ، القرن التاسع عشر

شانكها أو شانكا أو الشنكا أو شانخ (بالإنجليزية: Shankha)‏، تتمتع شانكا (قوقعة، محارة) بأهمية طقوسية دينية في الهندوسية. إنها قوقعة لأي حلزون بحري مناسب تحتوي على ثقب يُمكن أن ينفخ به الإنسان. وفي التاريخ الهندوسي، تعتبر الشانكا شعارًا مقدسًا للإله الهندوسي الحافظ فيشنو. ولا تزال تُستخدم كبوق في الطقوس الهندوسية، كما كانت تستخدم قديماً كبوق للحرب. تم الإشادة بالشانكا في الكتب المقدسة الهندوسية باعتبارها مانحة للشهرة وطول العمر والازدهار، ومطهرة من الخطيئة ومسكن الإلهة لاكشمي، وهي إلهة الرخاء وقرينة فيشنو.

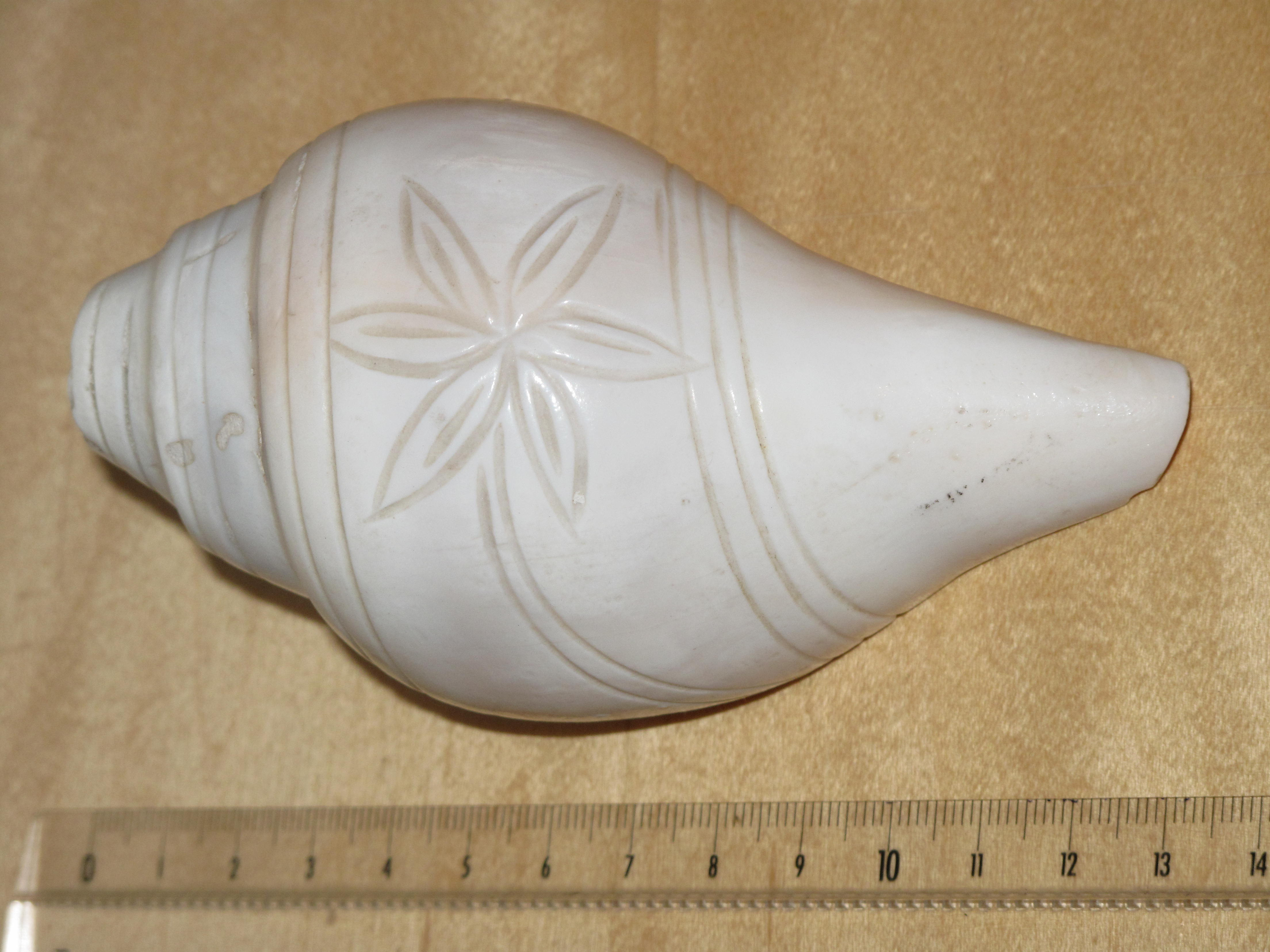
شانكا منحوت عليها شعار فيشنو

تُقدم الشانكا في الفن الهندوسي وهي مُرتبطة بفيشنو. وكرمز للماء، فهي ترتبط بخصوبة الإناث والثعابين (الناغا). وتمثل محارة الإله الرئيسي لمعبد بادمانابهاسوامي وهي جزء من شعار ولاية كيرالا الهندية. وهي أحد الرموز الثمانية الميمونة للبوذية، أشتامانغالا، وتُمثل صوت البوذية المُنتشر في كل مكان.
في اللغة الإنجليزية، تُعرف قوقعة هذا النوع باسم "المحارة الإلهية" أو "الشنج المقدس". ويمكن أيضًا أن يطلق عليه ببساطة "الشانك" أو المحارة. وهناك شكلان من أشكال الشانكا: الشكل الأكثر شيوعًا وهو "المُلتف لليمين" أو النمط الديكسترالي، وشكل نادر جدًا من اللف العكسي أو "الدوران لليسار" أو السينيسترال.

## الاستخدام
في مراجعها الأولى، ذكرت الشانكا على أنها بوق وبهذا أصبحت شعارًا لفيشنو. وفي الوقت نفسه، استخدمت بصفتها نذور وتعويذة لإبعاد أخطار البحر. وهي أقدم وسيلة معروفة لإنتاج الصوت بوصفها مظهرًا للصوت، وجاءت العناصر الأخرى في وقت لاحق، ومن هنا تعتبر أصل العناصر. وجرى اعتبارها مع العناصر نفسها.

## الدلالة
صوت الشانكا يرمز إلى صوت أوم المقدس. يمثله فيشنو الذي يحمل المحارة على أنه إله الصوت. يعلن براهما فيفارتا بورانا أن شانكا هي مقر إقامة كل من لاكشمي وفيشنو، ويعتبر الاستحمام بالمياه التي تمر عبر شانكا مثل الاستحمام بجميع المياه المقدسة في وقت واحد. تعلن سانكا سادما بورانا أن غسل صورة فيشنو بحليب البقر هو أمر فاضل مثل أداء مليون ياجنا (تضحيات النار)، واغتسال فيشنو بمياه نهر الجانج يحرر المرء من دورة الولادات. وتقول أيضًا في حين أن مجرد رؤية المحارة (الشانكا) يبدد كل الخطايا كما تبدد الشمس الضباب، فلماذا الحديث عن عبادتها؟ تؤكد بادما بورانا على نفس تأثير غسل فيشنو بمياه الغانج والحليب وأكثر من ذلك. ويضيف أن القيام بذلك يجنب الشر، حيث إن سكب الماء من الشانكا على رأس المرء قبل صورة فيشنو يعادل الاستحمام في نهر الجانج التقي.

## أصل الشانكا
تذكر أسطورة هندوسية في براهما فايفارتا بورانا كيف جرى إنشاء المحار: قام شيفا بإلقاء رمح ثلاثي الشعب نحو الأسورا، مما أدى إلى حرقها على الفور. تطاير رمادهم في البحر مكونًا محارًا. يُعتقد أن شانكا هو شقيق لاكشمي حيث ولد كلاهما من البحر. تصف الأسطورة أسورا يُدعى شانكاسورا، الذي قُتل على يد ماتسيا، الصورة الرمزية لسمكة فيشنو.